# Ensamblaje con galleta

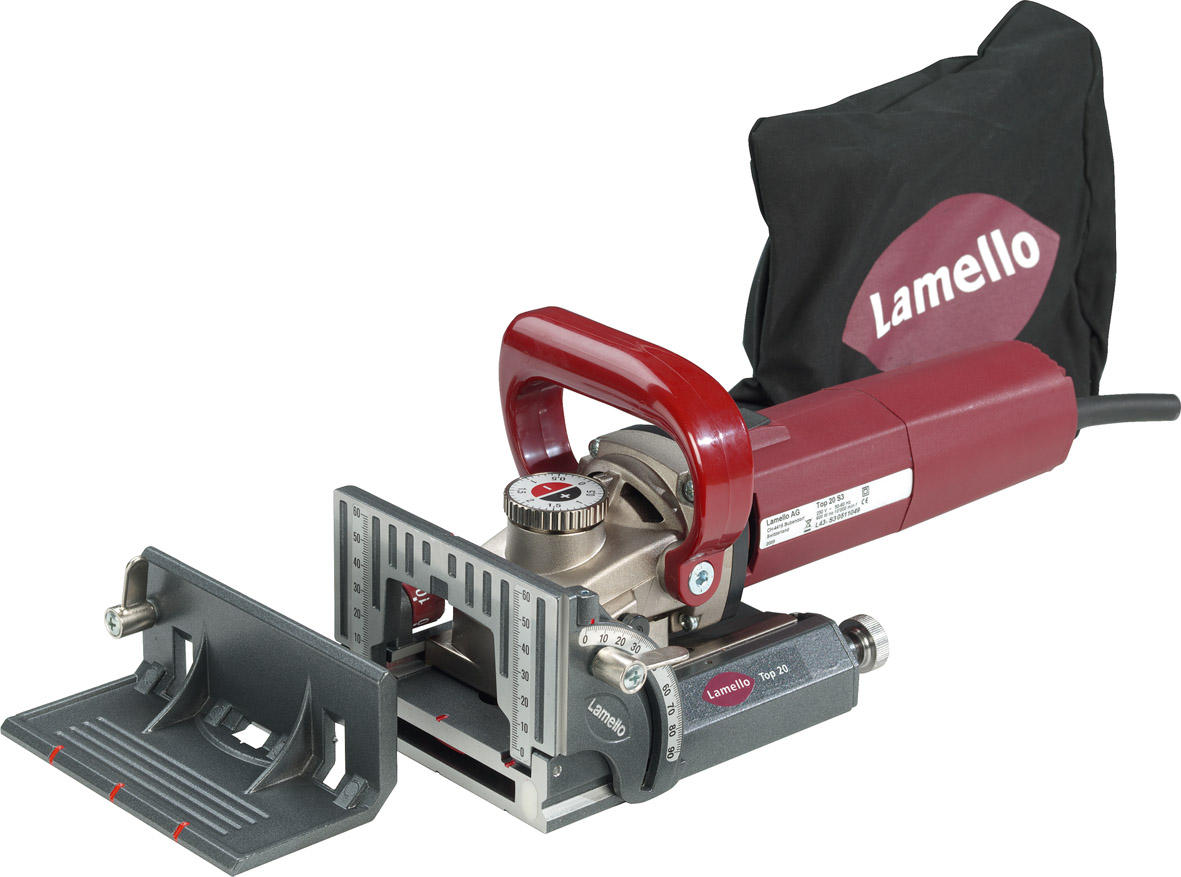
Engalletadora

El  ensamblaje con galleta  es un método moderno para ensamblar piezas de madera. El método fue desarrollado originalmente para ensamblar materiales como madera aglomerada y madera contrachapada, pero también se ha utilizado para ensamblar madera maciza.
Las galletas para este tipo de ensamblaje son de madera prensada con fibras diagonales. Se fabrican en tres tamaños estándar, que pueden ser utilizadas con todos los tipos de engalletadora. Medidas de las unidades 0, 10 y 20 Para acoplar, hay que utilizar cola blanca a base de agua. La intención es que la galleta tomará la humedad y se hinchan, llenando de esta manera las ranuras perforadas.

## Galletas
- Tamaño 20: 56/23/4 mm
- Tamaño 10: 53/19/4 mm
- Tamaño 0: 47/15/4 mm

## Galería

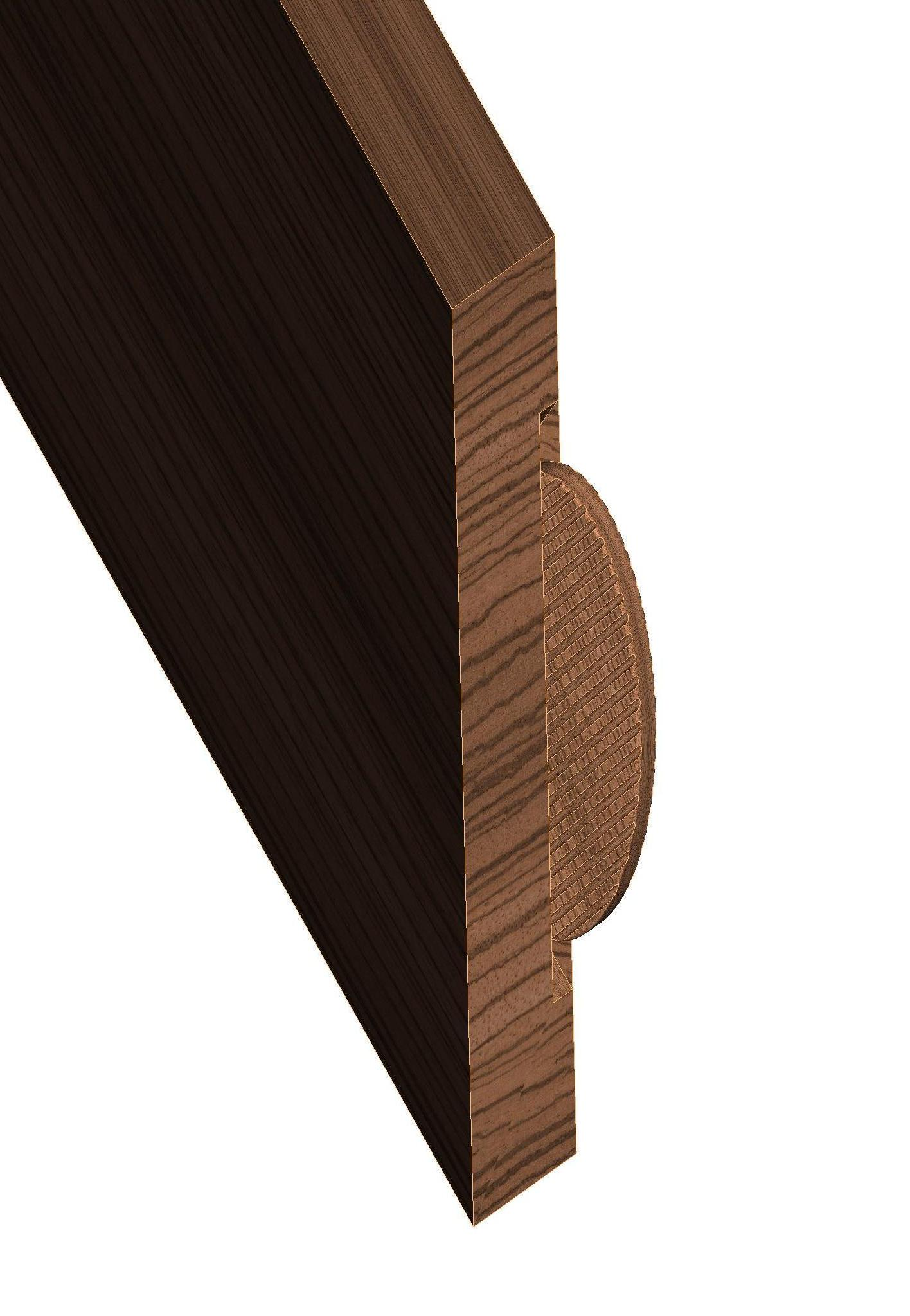
ensamblaje en angle de 45 º
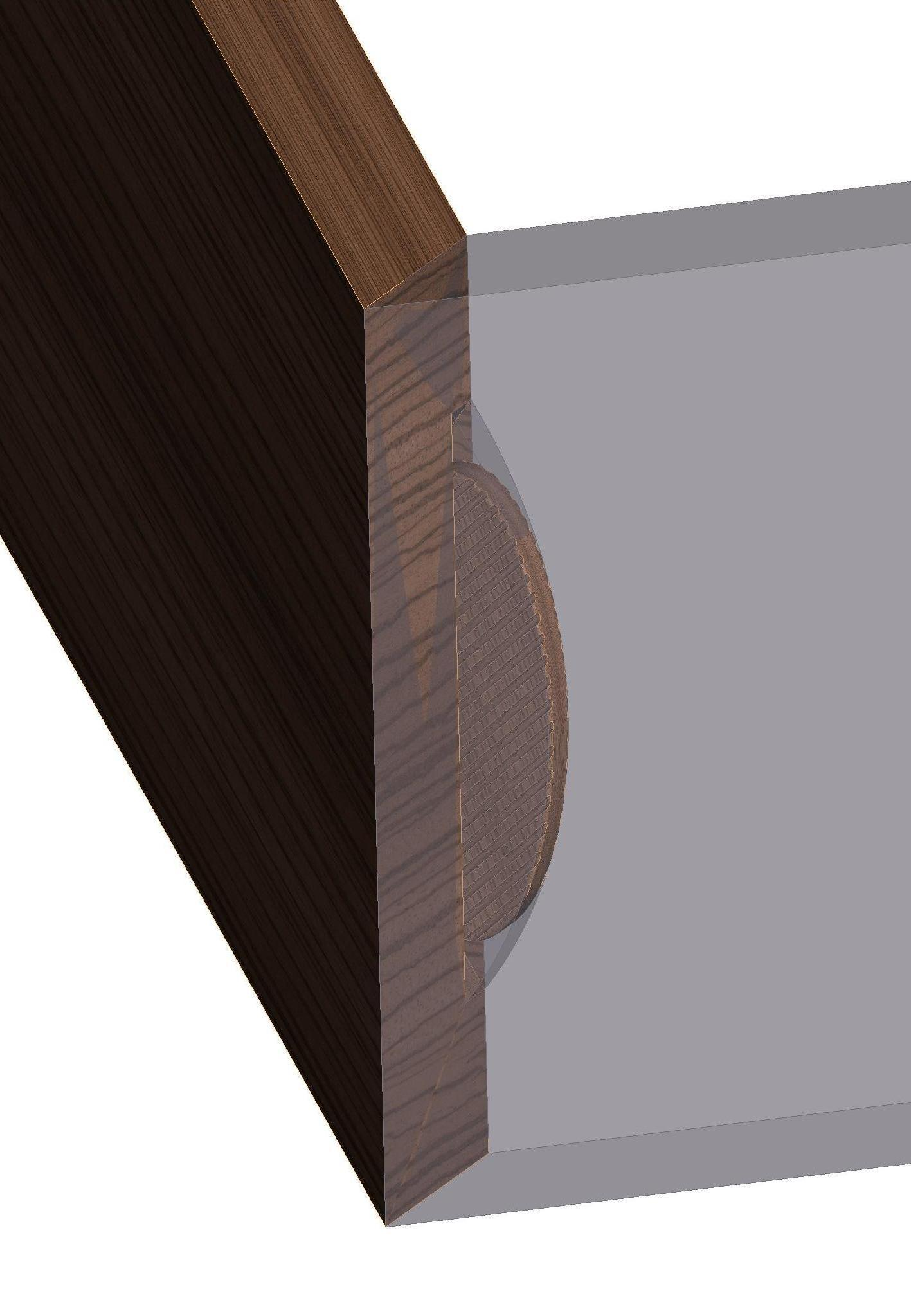
ensamblaje en angle de 45 º (vista transparente)
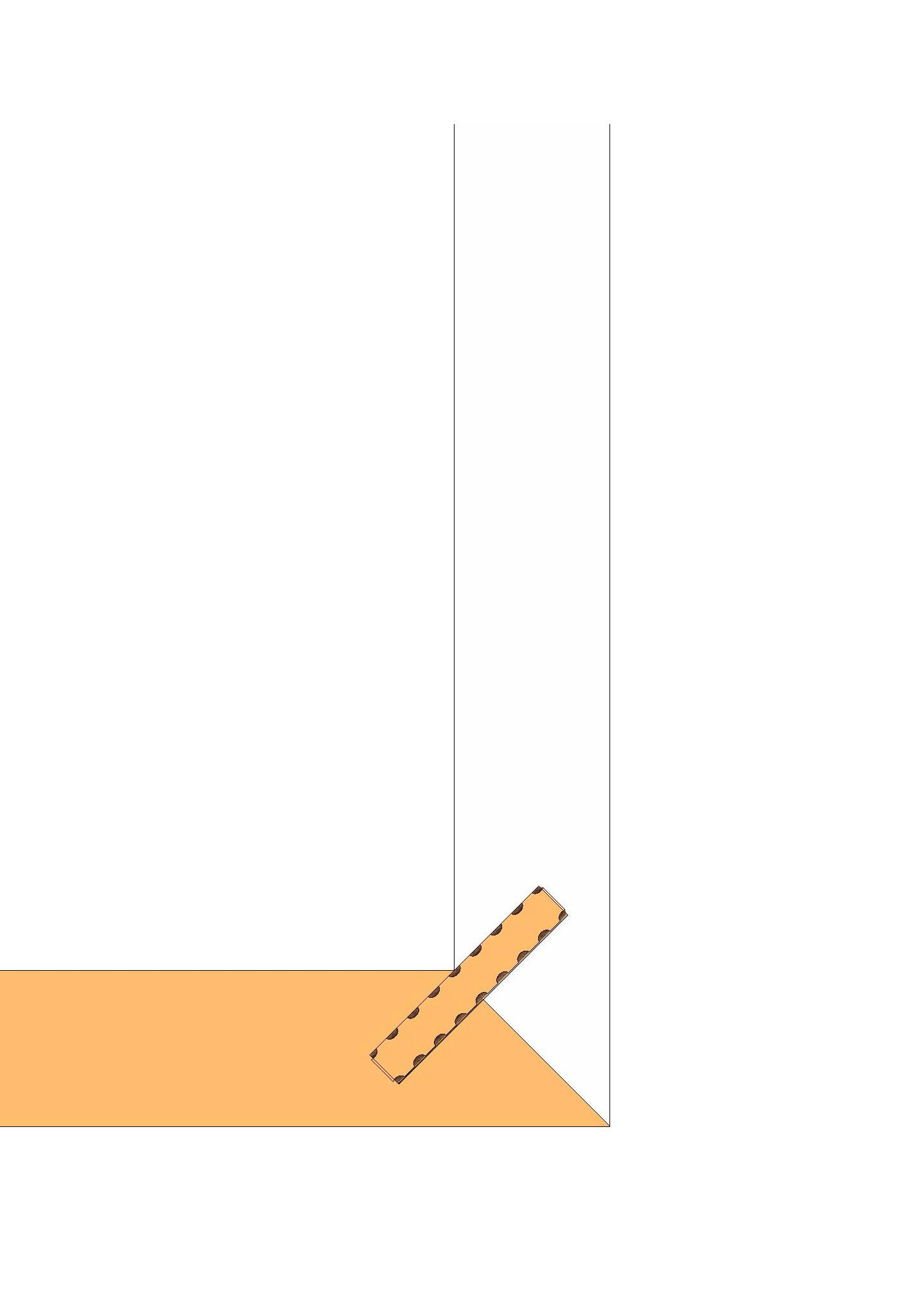
ensamblaje en angle de 45 º (sección)

Desde 2005, hay una nueva generación de galletas en el mercado que ya no son de madera maciza, sino a base de fibra de madera o de aluminio.

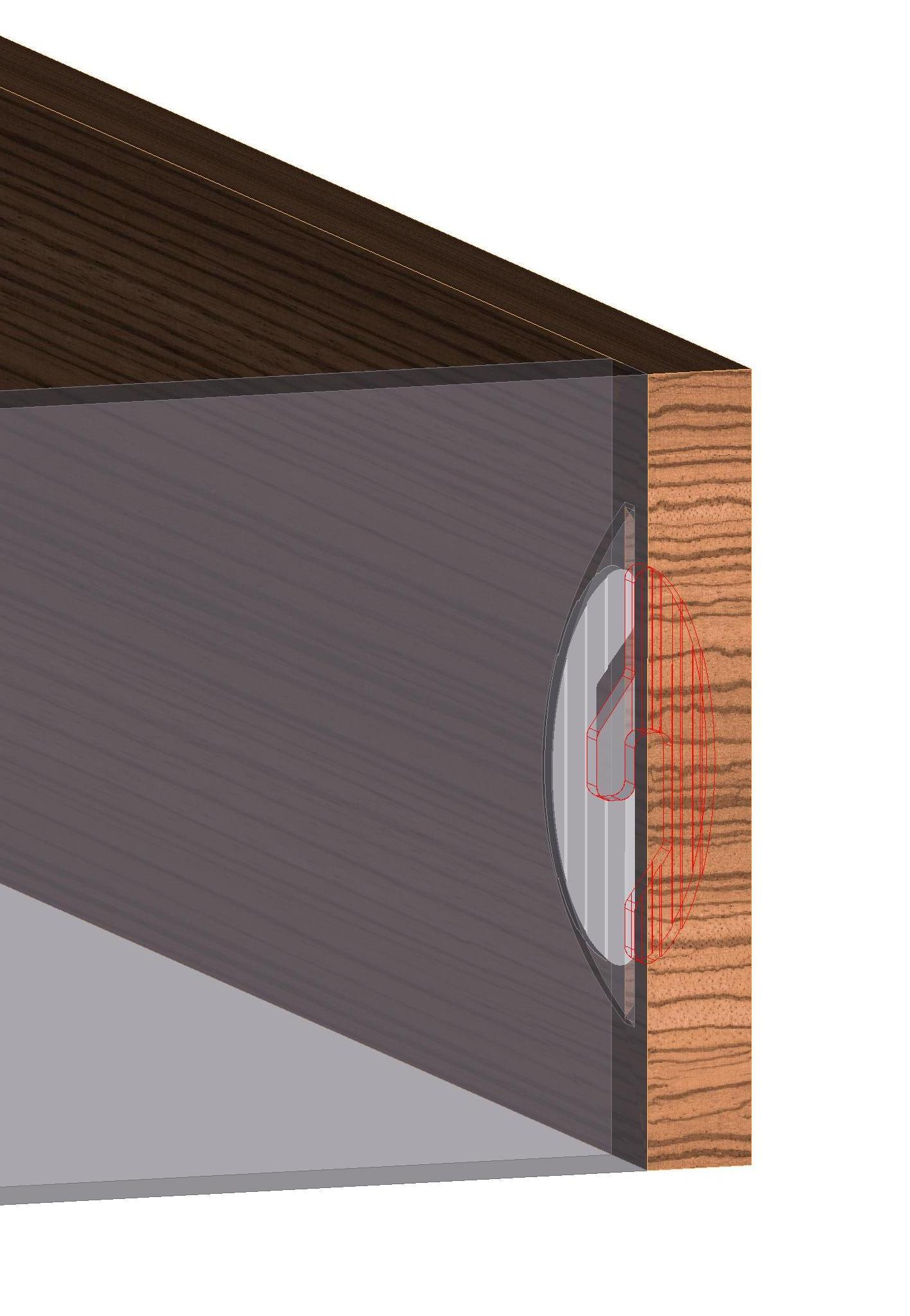
ensamblaje con media galleta de aluminio
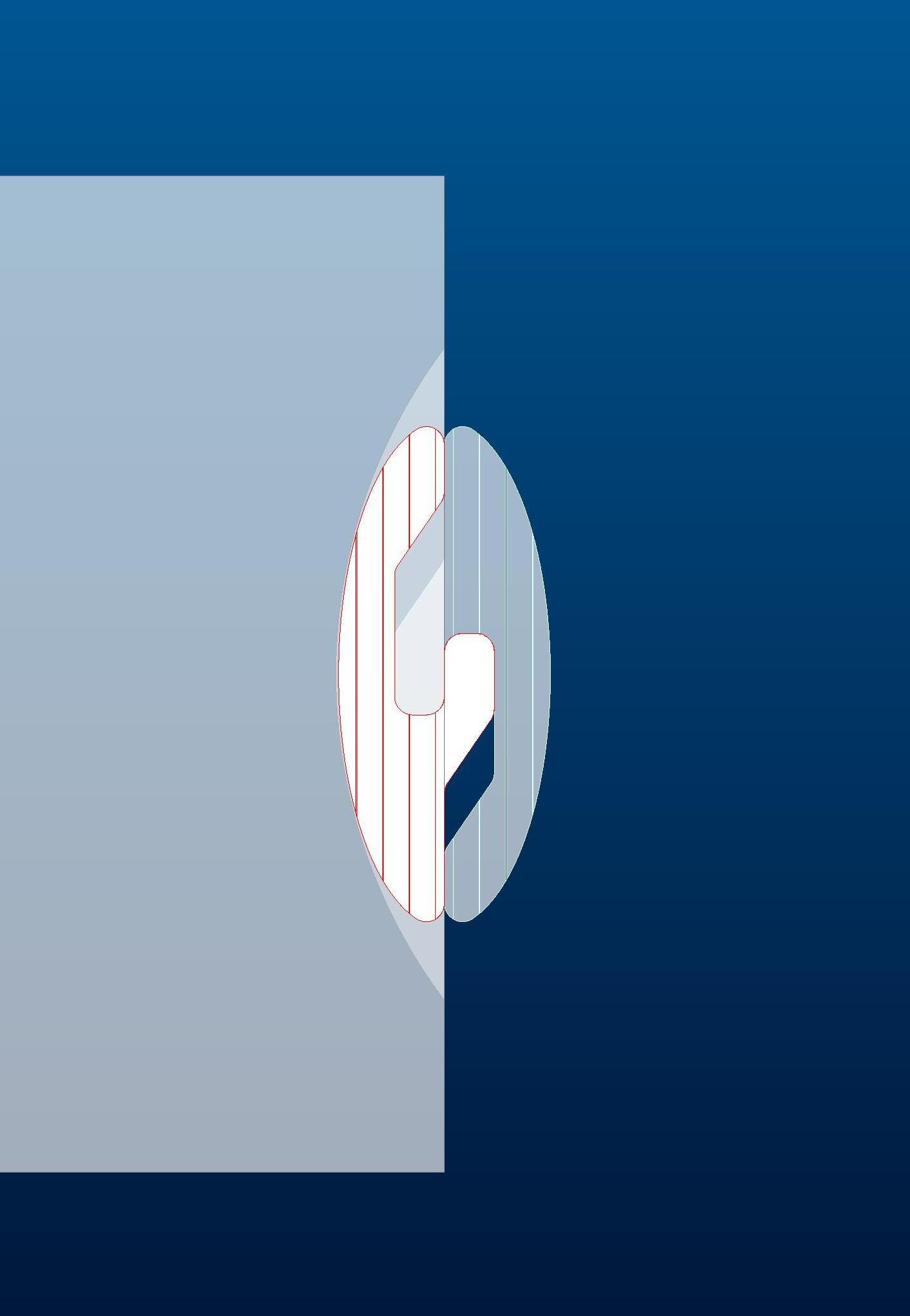
Principio del ensamblaje
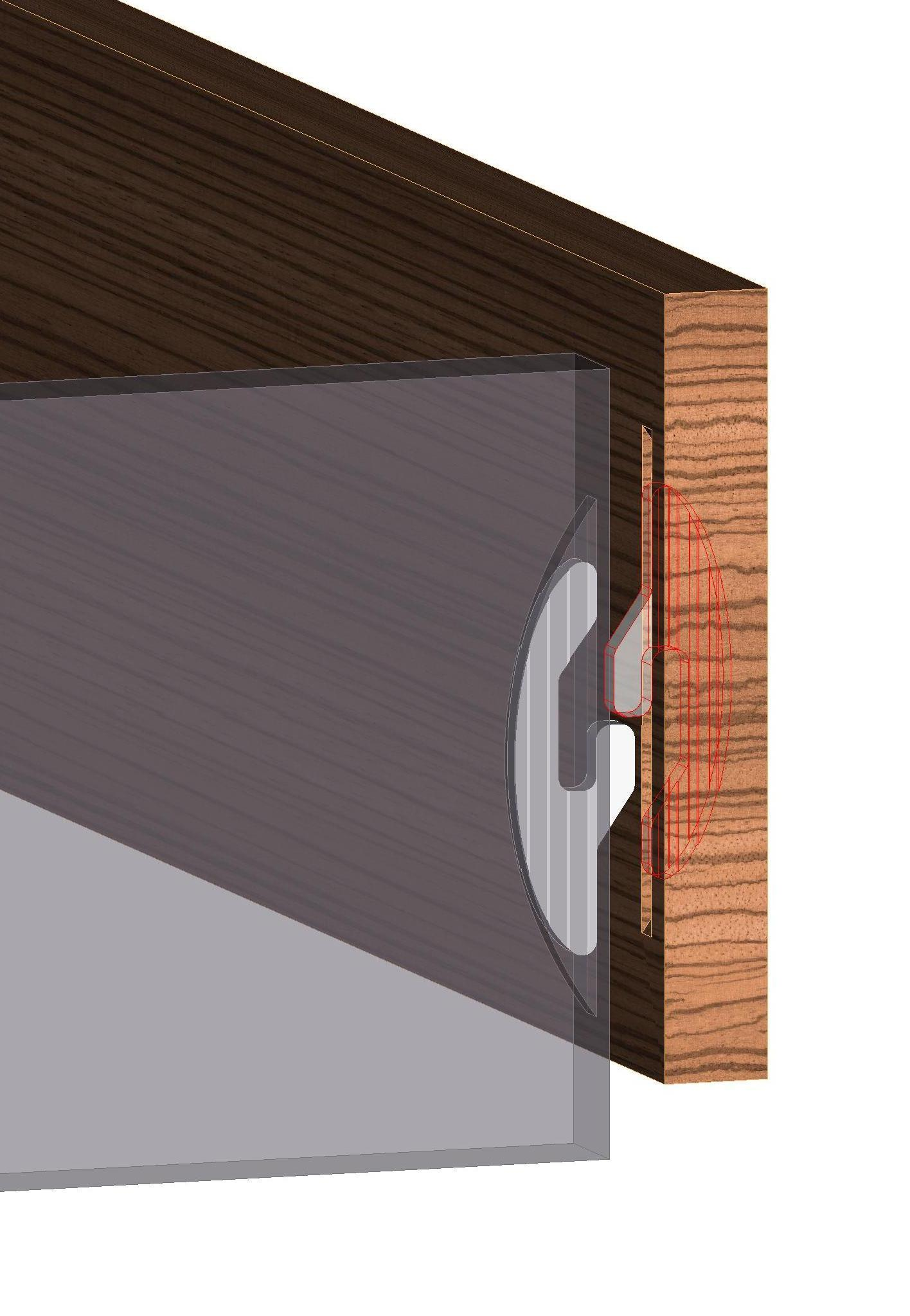
ensamblaje despegado